# خسروية (فاروج)
خسروية (بالفارسية: خسرویه) هي مستوطنة تقع في قسم تشاه جهان الريفي في إيران. يقدر عدد سكانها بـ 662 نسمة بحسب إحصاء 2016.